# 沖縄県道172号瀬底健堅線

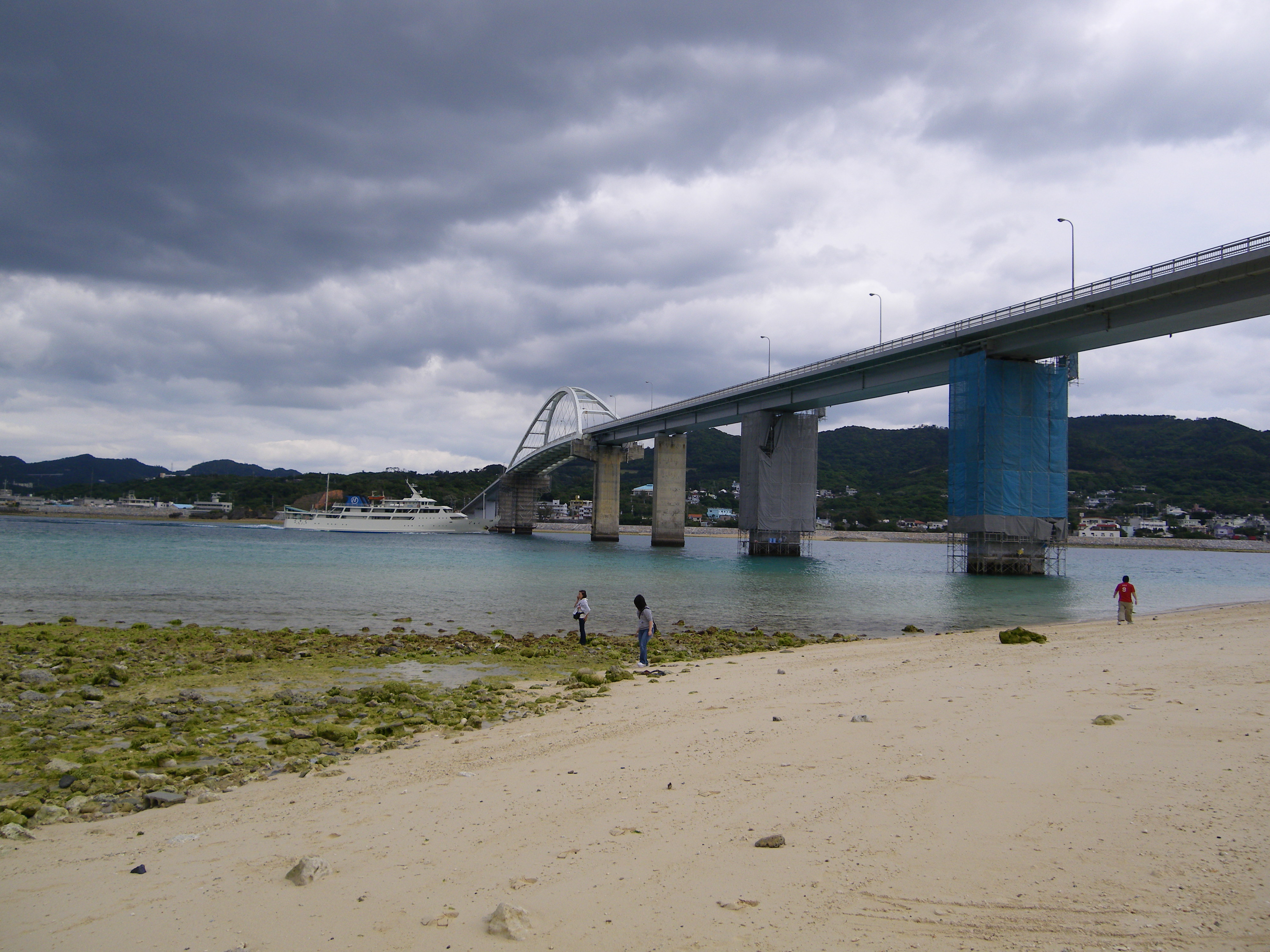
瀬底大橋（瀬底島から撮影）

沖縄県道172号瀬底健堅線（おきなわけんどう172ごう せそこけんげんせん）は沖縄県国頭郡本部町の瀬底島と沖縄本島の健堅とを結ぶ一般県道である。

## 概要

### 路線データ
- 起点：国頭郡本部町字瀬底（瀬底島）
- 終点：国頭郡本部町字健堅（国道449号）
- 総延長：2.77km（実延長も同じ）

## 歴史
- 1974年（昭和49年）に瀬底島への架橋を県道として建設することになり、路線が指定される。
- 1985年（昭和60年）2月に瀬底大橋が開通。全長762 mは当時沖縄県内では最長の橋だった（現在の沖縄県内最長の橋は2015年（平成27年）に開通した伊良部大橋で3.85 km）。瀬底大橋開通前は対岸の本部港から1日10往復の定期船が就航していた（所要時間は6分）。

## 路線状況

### 主な橋
- 瀬底大橋（762m）

### 路線バス
76番・瀬底線が島の中心部まで乗り入れているほか、65番・本部半島（渡久地廻り）線と66番・本部半島（今帰仁廻り）線が各1本ずつ島を経由する。またやんばる急行バス四島線も当路線を通過するが、瀬底島内の停車地は沿線外のヒルトン沖縄瀬底リゾートとなり、当路線沿いに停留所はない。

## 地理

### 通過する自治体
- 国頭郡本部町

### 交差する道路
- 国道449号（本部循環線、終点）